# Nil du Sinaï
Pour les articles homonymes, voir Nil (homonymie), Sinaï (homonymie), Ancyre (homonymie) et Ascète.
Pour saint Nil le Jeune, voir Nil de Rossano.
Saint Nil du Sinaï ou Nil d'Ancyre dit aussi Nil l'Ascète est un moine et écrivain religieux grec qui a vécu à la fin du IVe et au début du Ve siècle, disciple de saint Jean Chrysostome. Canonisé, il est fêté le 12 novembre aussi bien par l'Église catholique que par l'Église orthodoxe.

## Biographie
Né sans doute à Ancyre, il fut d'abord haut fonctionnaire à Constantinople. Il était marié et avait deux fils. Il fut converti par Jean Chrysostome quand celui-ci devint patriarche de Constantinople (397). Sa femme et lui s'entendirent pour se séparer et entrer en religion : lui-même et son fils Théodule se retirèrent comme anachorètes sur le mont Sinaï ; sa femme et son autre fils devinrent aussi religieux en Égypte. Quelque temps plus tard, Théodule fut enlevé par des nomades, qui voulurent d'abord le sacrifier à leurs dieux, mais finalement le vendirent comme esclave ; Nil partit à sa recherche. Il le retrouva devenu bedeau de la cathédrale d'Élusa, en Palestine. L'évêque de la ville procéda à l'ordination du père et du fils et leur permit de retourner sur le Sinaï. Il faut toutefois préciser que l'authenticité du texte légué par la tradition comme l'autobiographie de Nil, avec son caractère un peu romanesque, est aujourd'hui mise en doute. Nil mourut à une date incertaine vers 430.

## Œuvre
Nil est un écrivain religieux important, très connu et influent de son temps. Son œuvre consiste en dix-neuf traités ascétiques, des commentaires de textes bibliques, et des lettres (plus de mille) adressées à divers contemporains, par lesquelles il intervint dans les querelles religieuses de l'époque et prodigua ses conseils à d'importantes personnalités. De ses écrits fut tiré plus tard un recueil de maximes ascétiques (environ deux cents).
Les traités ascétiques furent d'abord partiellement édités par Pierre Poussines (Paris, 1639), collection complétée par Joseph Marie de Suarès (Rome, 1673). 355 lettres furent publiées (grec-latin) par Poussines (Paris, 1657), nombre porté à 1 061, divisées en quatre livres, par Léon Allatius (Rome, 1668). Ces éditions sont reprises dans le volume 79 de la Patrologia Graeca de l'abbé Migne (1860).
Plusieurs des œuvres traditionnellement attribuées à St Nil ont été, au cours du XXe siècle, restituées à Évagre le Pontique.

## Édition
- Nil d'Ancyre, Commentaire sur le Cantique des Cantiques (début), éd. Marie-Gabrielle Guérard, coll. Sources chrétiennes, no 403, éd. du Cerf, 1994.